# Joseph von Deym
Joseph von Deym von Střítež alias Joseph Müller (Joseph Nepomuk Franz de Paula, conte von Deym, barone von Střítež; Wognitz, 4 aprile 1752 – Praga, 27 gennaio 1804) è stato un mecenate e ceroplasta boemo.
Scultore di corte presso gli Asburgo-Lorena, fu apprezzato per le sue realistiche statue di cera e molto popolare per la galleria d'arte (Kunstgalerie des Hofstatuarius) da lui fondata a Vienna. Fu mecenate di grandi compositori come Mozart e Beethoven, e inoltre marito dell'amante di quest'ultimo Josephine von Brunsvick, una delle donne identificate dai biografi con l'amata immortale.

## Biografia
Figlio di Bernhard Wenzel von Deym (1704-1758) e di Maria Anna Malovec von Malovic (1715-1769), perse il padre all'età di sei anni e fu introdotto al vivaio militare di Vienna. Entrò come sottotenente nel reggimento corazzieri di Odenburgo il 1º febbraio 1770, ma di lì a poco ottenne un congedo per malattia e ne chiese la proroga, adducendo una patologia toracica con frequente ematemesi. La domanda fu respinta e in novembre lasciò la carriera militare, licenziato per «dissolutezza».
Si ritiene comunemente che l'abbandono e la conseguente fuga fossero dovuti all'uccisione di un avversario in duello, o all'erronea convinzione della morte del rivale. Al riguardo non esistono prove documentali e, poiché per i duellanti era prevista la pena di morte, l'ipotesi non appare del tutto verosimile, anche se la motivazione del congedo lascia intravedere ragioni di una certa gravità. Non è escluso che l'aneddoto del duello sia frutto di una confusione con lo zio Johann Wilhelm Joseph von Deym, che nel 1721 uccise un tenente francese e dovette lasciare l'esercito per riparare all'estero.
Fatto sta che anche Joseph riparò in Olanda, dove assunse il cognome Müller e si mantenne come modellatore di cera. Qui se ne persero le tracce finché nel 1788 soggiornò in Galizia, dove ottenne un prestito dalla Schwarzenbergbank ipotecando alcuni beni. Nel 1790 la Wiener Zeitung pubblicizzò le opere di Müller che, tornato a Vienna, veniva aprendosi la strada del successo presso la casa imperiale, conquistandosene commissioni e ottenendo il titolo di Hofstatuarius (scultore di corte).
Nel 1792 ricevette infatti dall'imperatrice Maria Teresa di Borbone-Due Sicilie l'incarico di realizzare effigi dell'intera famiglia reale e di portarle in dono alla madre Maria Carolina, regina consorte di Napoli e Sicilia. Ebbe così da quest'ultima la commissione di ricambiare il regalo e, insieme allo scultore Leonhard Posch, ottenne anche il privilegio di raccogliere oggetti d'arte e realizzare calchi di opere classiche conservate al museo borbonico di Napoli, a Roma e a Firenze. Nella capitale borbonica strinse amicizia con personaggi influenti come l'ammiraglio Nelson e sir William Hamilton, che si recarono in visita da lui a Vienna l'anno seguente.
Il 29 giugno 1799 l'ormai maturo conte von Deym, riassunta la propria identità, sposò la ventenne contessa Josephine Brunsvik de Korompa, con il favore della madre di lei Anna Elisabeth, che lo credeva ricco e gliel'aveva presentata solo un mese prima durante un soggiorno a Vienna. Nell'occasione Josephine conobbe anche Ludwig van Beethoven, che per von Deym comporrà la suite WoO 33, e presto instaurò con lui un rapporto sentimentale, ostacolato però da Anna Elisabeth.
Dal matrimonio nacquero quattro bambini, l'ultimo dei quali venne alla luce dopo la morte del conte all'età di cinquantuno anni.

## Kunstgalerie des Hofstatuarius Müller
La fama di von Deym si legò soprattutto alla galleria d'arte da lui istituita a Vienna e più volte ampliata, che divenne una vera attrazione e per il cui allestimento si affidò, tra l'altro, ad alcuni dei più grandi compositori dell'epoca. Aperta nel 1790 come Kunstkabinett (laboratorio d'arte) in Stock-im-Eisem-Platz e poi trasferita in Himpfelspfortengasse, nacque a scopo di commemorazione di personaggi illustri da poco defunti. Questi erano rappresentati da statue di cera a grandezza naturale che, collocate in tombe di fantasia, potevano essere onorate dal pubblico con l'accompagnamento di musiche funebri riprodotte dagli orologi meccanici.

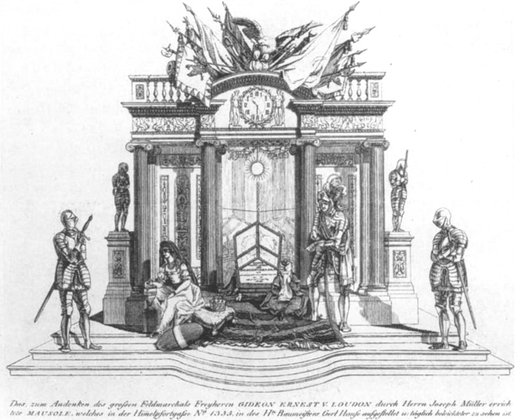
Il mausoleo di von Laudon in un'incisione del 1791

Dopo la morte del feldmaresciallo von Laudon (14 luglio 1790) von Deym ritenne di onorarlo con un catafalco. Visitabile al prezzo di un fiorino per un posto di prima fila o di trenta kreuzer per uno di seconda, il mausoleo era in stile neoclassico e recava al centro una bara di cristallo con la statua del militare circondata da figure piangenti. In alto, un organo meccanico scandiva le ore e, allo scoccare di ognuna, eseguiva la musica funebre. Tra le composizioni impiegate, che cambiavano ogni settimana, si ricordano in particolare i brani commissionati a Wolfgang Amadeus Mozart, due fantasie (K 594 e K 608) e un andante (K 616) che il musicista scrisse tra il 1790 e il 1791. Un altro mausoleo fu dedicato a Giuseppe II, deceduto il 20 febbraio dello stesso anno.
La collezione includeva sculture di Donner e Messerschmidt, numerosi calchi di opere antiche portati dall'Italia, opere a grandezza naturale dello stesso von Deym, tra le quali una statua equestre di Francesco II d'Asburgo-Lorena, le effigi della famiglia imperiale, un busto di Giuseppe II. V'erano inoltre temi mitologici ed erotici, come l'ultima Niobide e il Talamo delle Grazie (Schlafgemach der Grazien). Per quest'ultimo ritengono alcuni che Mozart abbia adattato il proprio Adagio e rondò per glassarmonica K 617.
Motivo d'interesse di buona parte di queste opere era l'automazione, come nel caso del Talamo e del mausoleo di von Laudon; erano anche presenti, tra l'altro, un canarino meccanico in grado di intonare varie melodie, una macchina per scrivere, una piramide musicale, una figura femminile en négligé che suonava il pianoforte, un Pan che suonava il flauto, due suonatori di flauto in abiti tradizionali spagnoli che intonavano un duetto diverso ogni ora. Una sezione era dedicata alle maschere mortuarie di personaggi illustri, tra cui Giuseppe II. V'era poi il modello smembrabile di una donna incinta, che provocò un'incursione della polizia nel 1791.
Nel 1797 il museo, ormai chiamato Kunstgalerie des Hofstatuarius Müller, fu impiantato nel nuovo Palazzo Deym costruito da Johann Nepomuk Amann presso il Rotenturmtor. Alla morte di von Deym la Kunstgalerie si trasmise alla vedova Josephine, finché, morta anche lei, la collezione fu venduta dai quattro figli e si disperse per sempre. Palazzo Deym fu demolito nel 1889.